# A27高速公路 (義大利)
A27高速公路（義大利語：Autostrada A27），又稱日耳曼高速公路（Autostrada d'Alemagna），是義大利一條高速公路，自威尼托大區梅斯特雷，通往大區北部的貝盧諾。全長為82.5公里。
1972年梅斯特雷至維托里奧威尼托段通車，1995年通車至蓬泰內拉爾卑。